# أرنو جايجر
أرنو جايجر (بالألمانية: Arno Geiger) (و. 1968 – م) هو كاتب، وكاتب مسرحي من النمسا. ولد في بريغنز.

## التعليم
تعلم في جامعة فيينا

## جوائز
حصل على جوائز منها:
- Johann-Peter-Hebel-Preis (2008)
- German Book Prize (2005).

## روابط خارجية
- أرنو جايجر على موقع مونزينجر (الألمانية)
- أرنو جايجر على موقع ميوزك برينز (الإنجليزية)